# Ares
Ares è una delle principali divinità della religione greca, secondo la mitologia figlio di Zeus ed Era. Viene molto spesso identificato tra i dodici Olimpi come il dio della guerra in senso generale, ma si tratta di un'imprecisione perché in realtà lui è il dio solo degli aspetti più violenti della guerra e della lotta intesa come sete di sangue.
Per i Greci, Ares era un dio del quale diffidare sempre. Il suo luogo di nascita e la sua vera residenza si trovavano in Tracia, ai limiti estremi della Grecia, paese abitato da genti barbare e bellicose; e proprio in Tracia Ares decise di ritirarsi dopo che venne scoperto con Afrodite. Anche Atena è la dea della guerra ma il suo campo di azione è quello delle strategie di combattimento e dell'astuzia applicata alle battaglie, mentre Ares si diverte e si esalta per gli scoppi di furia e violenza, più graditi da Ares se improvvisi e subdoli, che in guerra si manifestano, delle atrocità connesse o no alla guerra (risse, barbarie, razzie…), non a caso Eris, dea della discordia, secondo alcune versioni è sua sorella e gregaria.
Fra i suoi animali sacri c'erano il cane, il cinghiale e l'avvoltoio.
La parola "Ares" fino all'epoca classica fu usata anche come aggettivo, intendendosi come infuriato o bellicoso, ad esempio si ricordano le forme Zeus Areios, Athena Areia, o anche Aphrodite Areia. Alcune iscrizioni risalenti all'epoca micenea riportano Enyalios, un nome che è sopravvissuto fino all'epoca classica come epiteto di Ares.
Pur essendo protagonista nelle vicende belliche, raramente Ares risultava vincitore. Era più frequente, invece, che si ritirasse dalla contesa, come quando combatté a fianco di Ettore contro Diomede, o nella mischia degli dèi sotto le mura di Troia: in entrambi i casi si rifugiò sull'Olimpo perché messo in seria difficoltà, direttamente o indirettamente, da Atena. Altre volte la sua furia brutale si trovò contrapposta e vanificata da eroi o semidei, per esempio dalla lucida astuzia e dalla forza di Eracle, come nell'episodio dello scontro dell'eroe con suo figlio Cicno.
I Romani identificarono Ares con il dio Marte, che era un'antica divinità degli indoeuropei, la cui figura aveva però assunto in territorio italico caratteri diversi, essendo in origine una divinità "rurale" pacifica e benefica già all'epoca venerato di più rispetto ad Ares. Fu anche assunto dagli Etruschi col nome di Maris.

## Il culto di Ares

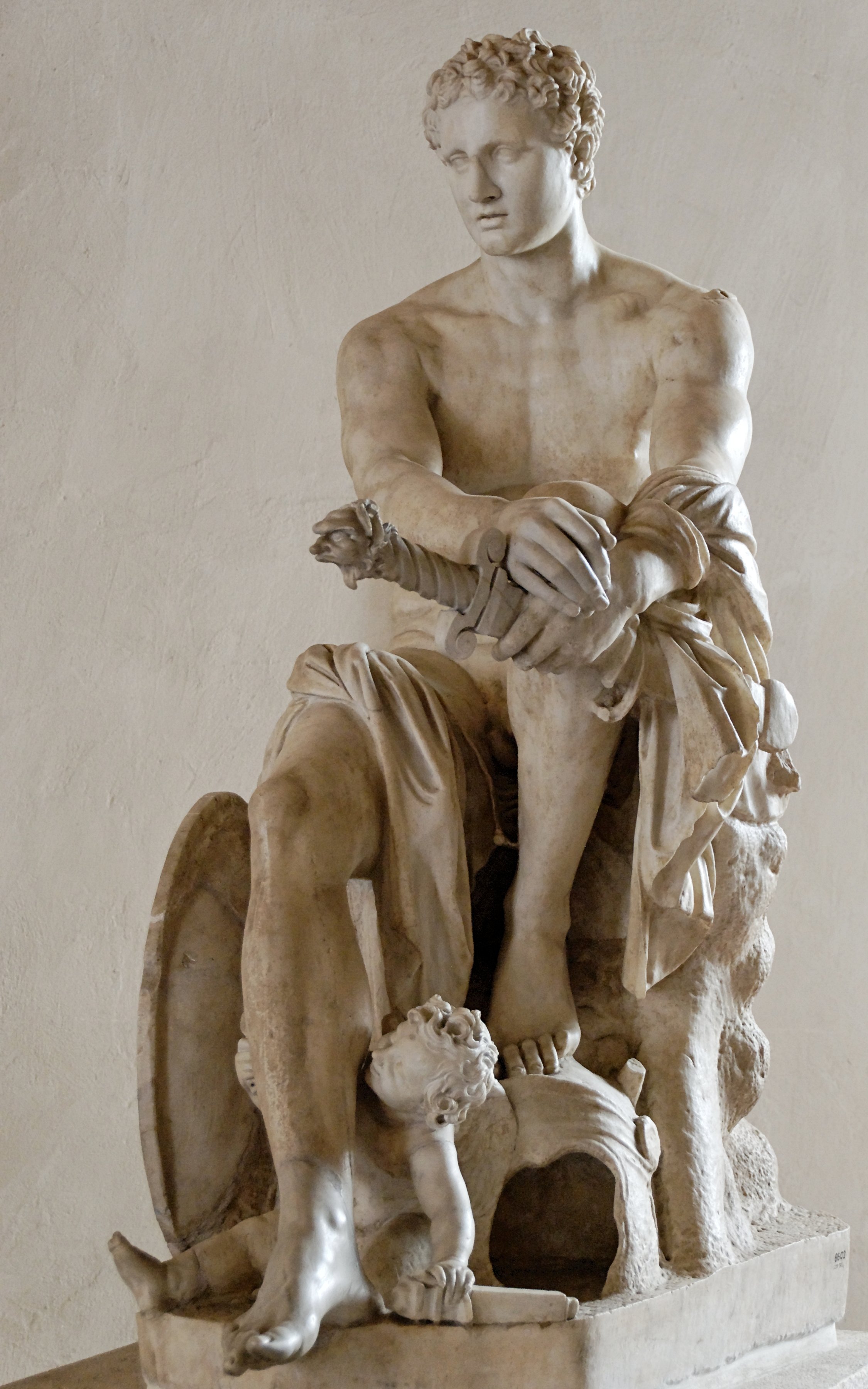
Ares Ludovisi, copia marmorea romana di un originale greco risalente a circa il 320 a.C., restaurato da Gian Lorenzo Bernini (Roma, Museo Nazionale Romano)

Nonostante la sua figura sia importante per poeti e aedi, il culto di Ares non era molto diffuso nell'antica Grecia, tranne a Sparta dove veniva invocato perché concedesse il suo favore prima delle battaglie e, nonostante sia presente nelle leggende riguardanti la fondazione di Tebe, è uno degli dei sul conto del quale gli antichi miti meno si soffermano.
A Sparta era presente una statua di Ares che lo teneva incatenato, a simboleggiare che lo spirito della guerra e della vittoria non avrebbero mai potuto lasciare la città; durante le cerimonie in suo onore venivano sacrificati cani, usanza mutuata dall'antica pratica di sacrificare cuccioli alle divinità ctonie.
Ad Atene il tempio di Ares nell'agorà, che il geografo Pausania ebbe modo di vedere nel II secolo, era in realtà un tempio dedicato a Marte. L'Areopago, ovvero la collina di Ares sulla quale predicò Paolo di Tarso, si trova invece ad una certa distanza dall'Acropoli e nei tempi antichi vi si svolgevano i processi e la sua presunta relazione con Ares potrebbe essere solo frutto di un'errata interpretazione etimologica.

### I simboli di Ares
Ares aveva una quadriga trainata da quattro cavalli immortali dal respiro infuocato di nome: Ardente, Divampante, Strepito, Orrore. legati al carro con finimenti d'oro. Tra tutti gli dei si distingueva per la sua armatura bronzea e luccicante e in battaglia abitualmente brandiva una lancia e uno scudo. I suoi uccelli sacri erano il barbagianni, il picchio, il gufo reale e, specialmente nel sud della Grecia, l'avvoltoio. Secondo le Argonautiche gli uccelli di Ares, muovendosi come uno stormo e lasciando cadere piume appuntite come dardi, difendevano il suo tempio costruito dalle Amazzoni su di un'isola vicina alla costa del Mar Nero.
Spesso Ares viene rappresentato su pietra con il colore rosso, rosso come il sangue, simbolo degli atti feroci che si compiono in guerra.

### Gli epiteti di Ares
Enialio (Ἐνυάλιος), o talvolta Enialo, ossia "Guerriero", era un epiteto comune per Ares. È interessante notare che nelle tavolette micenee in scrittura lineare B si trova il nome di un dio chiamato Enialio, mentre ares pare essere semplicemente il sostantivo usato per chiamare la guerra. Tuttavia, in epoca classica la figura di Enialio era stata declassata al rango di eroe (e in questa veste appare nell'Iliade), mentre Ares era assunto al rango di divinità. Enialio sopravvisse poi come titolo di culto esclusivamente in alcuni ambiti, come ad esempio il giuramento degli efebi.
Altri epiteti di Ares sono:
- Βροτολοιγός Brotoloigòs "Distruttore di uomini"
- Ἀνδρειφόντης Andreiphòntēs "Assassino di uomini"
- Μιαιφόνος Miaiphònos "Colui che è macchiato di sangue"
- Τειχεσιπλήτης Teikhesiplḕtēs "Colui che assalta le mura"
- Μαλερός Maleròs "Brutale"

## Ares nella mitologia

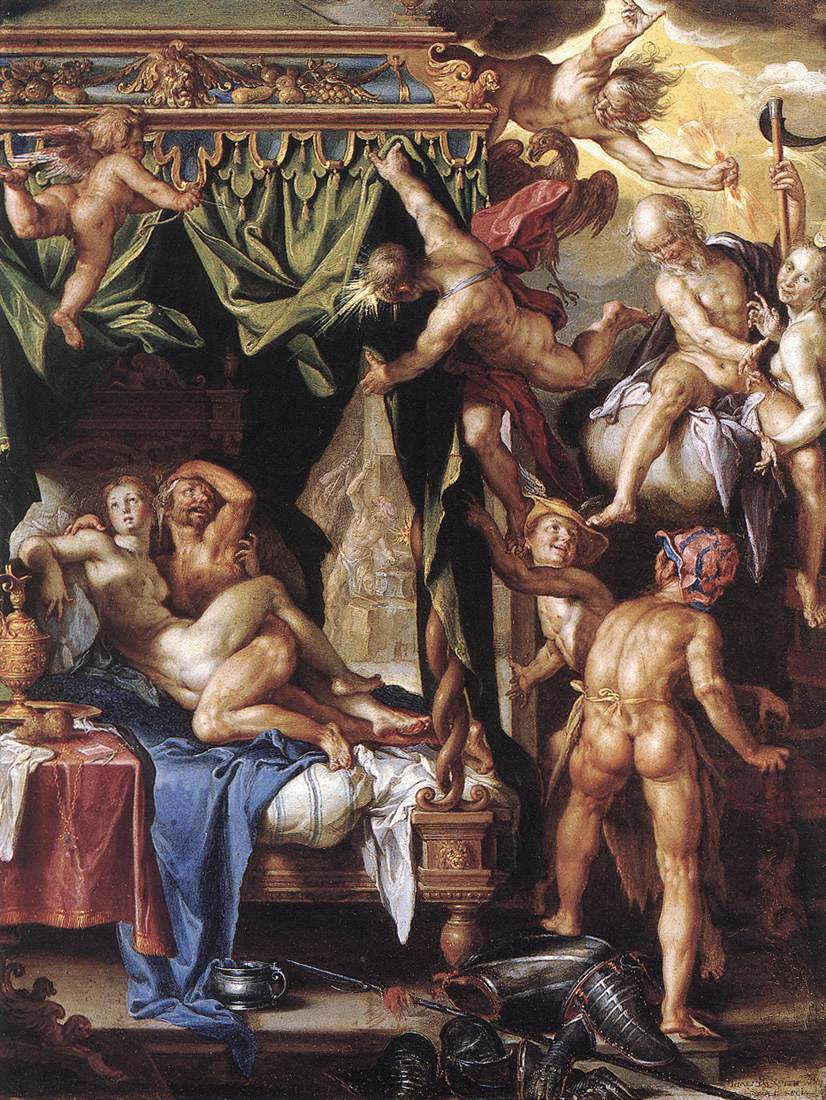
Marte e Venere sorpresi dagli dei - Joachim Wtewael - XVII secolo - olio su rame

### La nascita
Ares era figlio del re degli dèi, Zeus, e della regina degli dèi, Era. Le sue sorelle erano Ebe e Ilizia.
Stando a Omero e Quinto Smirneo, Ares aveva una sorella gemella: Eris.
Secondo un altro mito, riportato da Ovidio e dal Primo Mitografo Vaticano, Eris e Ares sono stati concepiti da Era semplicemente toccando un fiore di loto, senza che la dea giacesse con Zeus.

### Genealogia (Esiodo)
|                   |                   |                   |                   |                   |                   |      |      |      |      |      |      |  |  |        |        |        |        |          |        |   |   |          |          |          |          |          |          |  |  |           |           |           |           |           |           |  |  |     |     |     |     |     |     |  |  |         |         |         |         |         |         |  |  |       |       |       |       |       |       |
|                   |                   |                   |                   |                   |                   |      |      |      |      |      |      |  |  |        |        |        |        |          |        |   |   | Urano    | Urano    | Urano    | Urano    | Urano    | Urano    |  |  | Gea       | Gea       | Gea       | Gea       | Gea       | Gea       |  |  |     |     |     |     |     |     |  |  |         |         |         |         |         |         |  |  |       |       |       |       |       |       |
|                   |                   |                   |                   |                   |                   |      |      |      |      |      |      |  |  |        |        |        |        |          |        |   |   | Urano    | Urano    | Urano    | Urano    | Urano    | Urano    |  |  | Gea       | Gea       | Gea       | Gea       | Gea       | Gea       |  |  |     |     |     |     |     |     |  |  |         |         |         |         |         |         |  |  |       |       |       |       |       |       |
|                   |                   |                   |                   |                   |                   |      |      |      |      |      |      |  |  |        |        |        |        |          |        |   |   |          |          |          |          |          |          |  |  |           |           |           |           |           |           |  |  |     |     |     |     |     |     |  |  |         |         |         |         |         |         |  |  |       |       |       |       |       |       |
|                   |                   |                   |                   |                   |                   |      |      |      |      |      |      |  |  |        |        |        |        |          |        |   |   |          |          |          |          |          |          |  |  |           |           |           |           |           |           |  |  |     |     |     |     |     |     |  |  |         |         |         |         |         |         |  |  |       |       |       |       |       |       |
| Genitali di Urano | Genitali di Urano | Genitali di Urano | Genitali di Urano | Genitali di Urano | Genitali di Urano |      |      |      |      |      |      |  |  |        |        |        |        |          |        |   |   | Crono    | Crono    | Crono    | Crono    | Crono    | Crono    |  |  | Rea       | Rea       | Rea       | Rea       | Rea       | Rea       |  |  |     |     |     |     |     |     |  |  |         |         |         |         |         |         |  |  |       |       |       |       |       |       |
| Genitali di Urano | Genitali di Urano | Genitali di Urano | Genitali di Urano | Genitali di Urano | Genitali di Urano |      |      |      |      |      |      |  |  |        |        |        |        |          |        |   |   | Crono    | Crono    | Crono    | Crono    | Crono    | Crono    |  |  | Rea       | Rea       | Rea       | Rea       | Rea       | Rea       |  |  |     |     |     |     |     |     |  |  |         |         |         |         |         |         |  |  |       |       |       |       |       |       |
|                   |                   |                   |                   |                   |                   |      |      |      |      |      |      |  |  |        |        |        |        |          |        |   |   |          |          |          |          |          |          |  |  |           |           |           |           |           |           |  |  |     |     |     |     |     |     |  |  |         |         |         |         |         |         |  |  |       |       |       |       |       |       |
|                   |                   |                   |                   |                   |                   |      |      |      |      |      |      |  |  |        |        |        |        |          |        |   |   |          |          |          |          |          |          |  |  |           |           |           |           |           |           |  |  |     |     |     |     |     |     |  |  |         |         |         |         |         |         |  |  |       |       |       |       |       |       |
|                   |                   |                   |                   |                   |                   | Zeus | Zeus | Zeus | Zeus | Zeus | Zeus |  |  |        |        |        |        |          |        |   |   | Era      | Era      | Era      | Era      | Era      | Era      |  |  | Poseidone | Poseidone | Poseidone | Poseidone | Poseidone | Poseidone |  |  | Ade | Ade | Ade | Ade | Ade | Ade |  |  | Demetra | Demetra | Demetra | Demetra | Demetra | Demetra |  |  | Estia | Estia | Estia | Estia | Estia | Estia |
|                   |                   |                   |                   |                   |                   | Zeus | Zeus | Zeus | Zeus | Zeus | Zeus |  |  |        |        |        |        |          |        |   |   | Era      | Era      | Era      | Era      | Era      | Era      |  |  | Poseidone | Poseidone | Poseidone | Poseidone | Poseidone | Poseidone |  |  | Ade | Ade | Ade | Ade | Ade | Ade |  |  | Demetra | Demetra | Demetra | Demetra | Demetra | Demetra |  |  | Estia | Estia | Estia | Estia | Estia | Estia |
|                   |                   |                   |                   |                   |                   |      |      |      |      |      |      |  |  |        |        |        |        |          |        |   |   |          |          |          |          |          |          |  |  |           |           |           |           |           |           |  |  |     |     |     |     |     |     |  |  |         |         |         |         |         |         |  |  |       |       |       |       |       |       |
|                   |                   |                   |                   |                   |                   |      |      |      |      |      |      |  |  |        |        |        |        |          |        |   |   |          |          |          |          |          |          |  |  |           |           |           |           |           |           |  |  |     |     |     |     |     |     |  |  |         |         |         |         |         |         |  |  |       |       |       |       |       |       |
|                   |                   |                   |                   |                   |                   |      |      |      |      |      |      |  |  |        |        |        |        |          |        | a |   |          |          |          |          |          |          |  |  |           |           |           |           |           |           |  |  |     |     |     |     |     |     |  |  |         |         |         |         |         |         |  |  |       |       |       |       |       |       |
|                   |                   |                   |                   |                   |                   |      |      |      |      |      |      |  |  |        |        |        |        |          |        |   |   |          |          | b        |          |          |          |  |  |           |           |           |           |           |           |  |  |     |     |     |     |     |     |  |  |         |         |         |         |         |         |  |  |       |       |       |       |       |       |
|                   |                   |                   |                   |                   |                   |      |      |      |      |      |      |  |  |        |        |        |        |          |        |   |   |          |          |          |          |          |          |  |  |           |           |           |           |           |           |  |  |     |     |     |     |     |     |  |  |         |         |         |         |         |         |  |  |       |       |       |       |       |       |
|                   |                   |                   |                   |                   |                   |      |      |      |      |      |      |  |  | Ares   | Ares   | Ares   | Ares   | Ares     | Ares   |   |   | Efesto   | Efesto   | Efesto   | Efesto   | Efesto   | Efesto   |  |  |           |           |           |           |           |           |  |  |     |     |     |     |     |     |  |  |         |         |         |         |         |         |  |  |       |       |       |       |       |       |
|                   |                   |                   |                   |                   |                   |      |      |      |      |      |      |  |  | Ares   | Ares   | Ares   | Ares   | Ares     | Ares   |   |   | Efesto   | Efesto   | Efesto   | Efesto   | Efesto   | Efesto   |  |  | Meti      |           |           |           |           |           |  |  |     |     |     |     |     |     |  |  |         |         |         |         |         |         |  |  |       |       |       |       |       |       |
|                   |                   |                   |                   |                   |                   |      |      |      |      |      |      |  |  |        |        |        |        |          |        |   |   |          |          |          |          |          |          |  |  |           |           |           |           |           |           |  |  |     |     |     |     |     |     |  |  |         |         |         |         |         |         |  |  |       |       |       |       |       |       |
|                   |                   |                   |                   |                   |                   |      |      |      |      |      |      |  |  |        |        |        |        | Atena    |        |   |   |          |          |          |          |          |          |  |  |           |           |           |           |           |           |  |  |     |     |     |     |     |     |  |  |         |         |         |         |         |         |  |  |       |       |       |       |       |       |
|                   |                   |                   |                   |                   |                   |      |      |      |      |      |      |  |  |        |        |        |        |          |        |   |   |          |          |          |          |          |          |  |  | Latona    |           |           |           |           |           |  |  |     |     |     |     |     |     |  |  |         |         |         |         |         |         |  |  |       |       |       |       |       |       |
|                   |                   |                   |                   |                   |                   |      |      |      |      |      |      |  |  |        |        |        |        |          |        |   |   |          |          |          |          |          |          |  |  |           |           |           |           |           |           |  |  |     |     |     |     |     |     |  |  |         |         |         |         |         |         |  |  |       |       |       |       |       |       |
|                   |                   |                   |                   |                   |                   |      |      |      |      |      |      |  |  |        |        |        |        |          |        |   |   |          |          |          |          |          |          |  |  |           |           |           |           |           |           |  |  |     |     |     |     |     |     |  |  |         |         |         |         |         |         |  |  |       |       |       |       |       |       |
|                   |                   |                   |                   |                   |                   |      |      |      |      |      |      |  |  |        |        |        |        |          |        |   |   |          |          |          |          |          |          |  |  |           |           |           |           |           |           |  |  |     |     |     |     |     |     |  |  |         |         |         |         |         |         |  |  |       |       |       |       |       |       |
|                   |                   |                   |                   |                   |                   |      |      |      |      |      |      |  |  | Apollo | Apollo | Apollo | Apollo | Apollo   | Apollo |   |   | Artemide | Artemide | Artemide | Artemide | Artemide | Artemide |  |  |           |           |           |           |           |           |  |  |     |     |     |     |     |     |  |  |         |         |         |         |         |         |  |  |       |       |       |       |       |       |
|                   |                   |                   |                   |                   |                   |      |      |      |      |      |      |  |  | Apollo | Apollo | Apollo | Apollo | Apollo   | Apollo |   |   | Artemide | Artemide | Artemide | Artemide | Artemide | Artemide |  |  | Maia      |           |           |           |           |           |  |  |     |     |     |     |     |     |  |  |         |         |         |         |         |         |  |  |       |       |       |       |       |       |
|                   |                   |                   |                   |                   |                   |      |      |      |      |      |      |  |  |        |        |        |        |          |        |   |   |          |          |          |          |          |          |  |  |           |           |           |           |           |           |  |  |     |     |     |     |     |     |  |  |         |         |         |         |         |         |  |  |       |       |       |       |       |       |
|                   |                   |                   |                   |                   |                   |      |      |      |      |      |      |  |  |        |        |        |        | Ermes    |        |   |   |          |          |          |          |          |          |  |  |           |           |           |           |           |           |  |  |     |     |     |     |     |     |  |  |         |         |         |         |         |         |  |  |       |       |       |       |       |       |
|                   |                   |                   |                   |                   |                   |      |      |      |      |      |      |  |  |        |        |        |        |          |        |   |   |          |          |          |          |          |          |  |  | Semele    |           |           |           |           |           |  |  |     |     |     |     |     |     |  |  |         |         |         |         |         |         |  |  |       |       |       |       |       |       |
|                   |                   |                   |                   |                   |                   |      |      |      |      |      |      |  |  |        |        |        |        |          |        |   |   |          |          |          |          |          |          |  |  |           |           |           |           |           |           |  |  |     |     |     |     |     |     |  |  |         |         |         |         |         |         |  |  |       |       |       |       |       |       |
|                   |                   |                   |                   |                   |                   |      |      |      |      |      |      |  |  |        |        |        |        | Dioniso  |        |   |   |          |          |          |          |          |          |  |  |           |           |           |           |           |           |  |  |     |     |     |     |     |     |  |  |         |         |         |         |         |         |  |  |       |       |       |       |       |       |
|                   |                   |                   |                   |                   |                   |      |      |      |      |      |      |  |  |        |        |        |        |          |        |   |   |          |          |          |          |          |          |  |  | Dione     |           |           |           |           |           |  |  |     |     |     |     |     |     |  |  |         |         |         |         |         |         |  |  |       |       |       |       |       |       |
|                   |                   |                   |                   |                   |                   |      |      |      |      |      |      |  |  |        |        |        |        |          |        |   |   |          |          |          |          |          |          |  |  |           |           |           |           |           |           |  |  |     |     |     |     |     |     |  |  |         |         |         |         |         |         |  |  |       |       |       |       |       |       |
| a                 | a                 | a                 | a                 | a                 | a                 |      |      |      |      |      |      |  |  |        |        |        |        |          |        | b | b | b        | b        | b        | b        |          |          |  |  |           |           |           |           |           |           |  |  |     |     |     |     |     |     |  |  |         |         |         |         |         |         |  |  |       |       |       |       |       |       |
| a                 | a                 | a                 | a                 | a                 | a                 |      |      |      |      |      |      |  |  |        |        |        |        |          |        | b | b | b        | b        | b        | b        |          |          |  |  |           |           |           |           |           |           |  |  |     |     |     |     |     |     |  |  |         |         |         |         |         |         |  |  |       |       |       |       |       |       |
|                   |                   |                   |                   |                   |                   |      |      |      |      |      |      |  |  |        |        |        |        |          |        |   |   |          |          |          |          |          |          |  |  |           |           |           |           |           |           |  |  |     |     |     |     |     |     |  |  |         |         |         |         |         |         |  |  |       |       |       |       |       |       |
|                   |                   |                   |                   |                   |                   |      |      |      |      |      |      |  |  |        |        |        |        | Afrodite |        |   |   |          |          |          |          |          |          |  |  |           |           |           |           |           |           |  |  |     |     |     |     |     |     |  |  |         |         |         |         |         |         |  |  |       |       |       |       |       |       |

### Gli aiutanti di Ares
Dalla sua relazione con Afrodite nacquero due figli, Deimos e Fobos, che personificavano gli spiriti del terrore e della paura. Sorella e degna compagna del sanguinario Ares era Enio, dea degli spargimenti di sangue, Bia, la violenza e Cratos, la forza bruta. Solitamente Ares scendeva in guerra accompagnato da Cidoimo (il demone del frastuono della battaglia), dai Makhai (spiriti della battaglia), dagli Hysminai (gli spiriti dell'omicidio), da Polemos (uno spirito della guerra minore) e dalla figlia di Polemos Alalà, personificazione del grido di guerra dei Greci e il cui nome Ares decise di usare come proprio grido di guerra. Suo fedele soldato fu anche Alettrione.

### La fondazione di Tebe
Uno dei miti più importanti riguardo ad Ares è quello che tratta del suo coinvolgimento nella fondazione della città di Tebe in Beozia. L'eroe Cadmo aveva ricevuto dall'Oracolo di Delfi l'ordine di seguire una vacca e fondare una città nel luogo dove si fosse fermata. L'animale si fermò presso una fonte custodita da un drago acquatico sacro ad Ares. Cadmo uccise il mostro e, su consiglio di Atena, ne seminò al suolo i denti: da questi nacquero istantaneamente dei guerrieri, gli Sparti che aiutarono Cadmo a fondare quella che sarebbe appunto diventata Tebe. Cadmo, prima di diventarne il re dovette però servire Ares per otto anni per espiare l'affronto fattogli uccidendo il drago, nonché sposare la figlia del dio e di Afrodite, Armonia per appianare la discordia tra loro sorta.

### Eracle e Cicno
Alcuni racconti parlano di un figlio di Ares che abitava in Macedonia, Cicno, che era così sanguinario da aver tentato di costruire un tempio dedicato al padre usando le ossa e i teschi dei viaggiatori da lui trucidati. Questo mostro venne a sua volta ucciso da Eracle: la morte del figlio suscitò l'ira di Ares che a sua volta si scontrò con il più grande degli eroi, finendone però ferito e sconfitto.

### Il tradimento di Afrodite
Nella leggenda cantata dal bardo nel salone del palazzo di Alcinoo si narra che il dio del sole Elio una volta vide Ares e Afrodite che si incontravano di nascosto nella camera di Efesto e che andò subito a riferirglielo. Efesto studiò un sistema per sorprendere in flagrante la coppia e fabbricò una rete dorata con la quale legò i due amanti clandestini: aspettò e, durante un incontro amoroso, i due rimasero intrappolati nella rete e finirono così bloccati in una posizione assai esplicita e compromettente. Efesto, non ancora soddisfatto, chiamò gli altri dèi dell'Olimpo per mostrare loro i due sfortunati amanti. Le dee per modestia si rifiutarono di andare, ma gli dei andarono senza indugio. Alcuni si abbandonarono a commenti sulla bellezza di Afrodite, altri osservarono che avrebbero volentieri preso il posto di Ares e, in buona sostanza, nessuno perse l'occasione di farsi beffe di loro. Una volta liberati Ares, imbarazzato e pieno di vergogna, se ne andò via tornando in Tracia, la sua terra natale.
Una versione della leggenda di epoca più tarda dice che Ares aveva messo di guardia alla porta il giovane Alectrione perché lo avvisasse dell'arrivo di Elio, dato che sapeva che se li avesse scoperti lo avrebbe rivelato ad Efesto, ma il giovane finì per addormentarsi. Ares, visto che Alectrione non aveva rispettato le consegne, si infuriò e per punirlo lo trasformò in un gallo, animale che da allora non dimentica mai al mattino di avvisare dell'arrivo del sole.

### Ares rapito dagli Aloadi

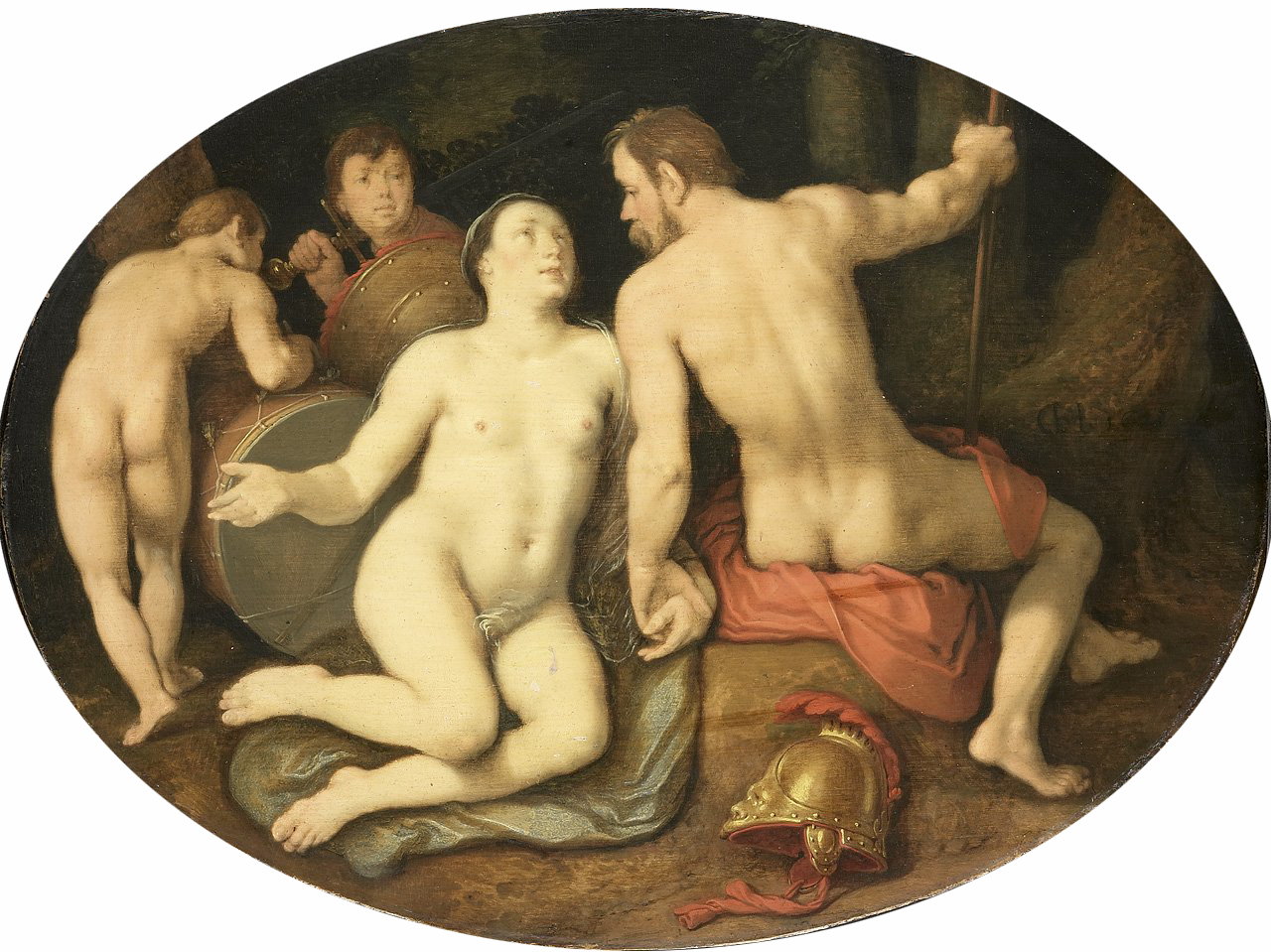
Gli amori di Venere e Marte, 1628, dipinto di Cornelis van Haarlem, Amsterdam, Rijksmuseum

Nell'Iliade la dea Dione riferisce alla figlia Afrodite che gli dei molto hanno sofferto a causa dei mortali e racconta del rapimento di Ares da parte di Oto ed Efialte.
Apollodoro ci racconta infatti che i due fratelli, semidei in quanto figli di Poseidone, ma detti Aloadi dal nome del secondo marito della loro madre Ifimedea, una volta dichiarata guerra all'Olimpo, decisero che per primo dovesse essere neutralizzato proprio Ares, e quindi si recarono in Tracia, dove rapirono il dio della guerra, lo incatenarono e lo misero in un vaso di bronzo dove restò imprigionato per tredici mesi, cioè un anno lunare.
E quella sarebbe stata la fine di Ares e dei suoi desideri di guerra se la bella Eribea, la matrigna dei due giganti, non avesse detto ad Hermes che cosa avevano fatto i due, spiega la dea alla figlia nel poema. Ares rimase chiuso nel vaso ad urlare e lamentarsi finché Ermes non andò a salvarlo mentre Artemide indusse nel contempo con un trucco Oto ed Efialte ad uccidersi l'un l'altro.

### L'Iliade
Nell'Iliade Artemide mostra come in quella vicenda Ares non avesse stretto alleanze fisse con alcuno dei contendenti, e neppure mostrasse rispetto per Temi, la personificazione dell'ordine e della giustizia. Promise ad Atena ed Era di schierarsi dalla parte degli Achei, ma Afrodite fu abile a convincerlo a passare invece al fianco dei Troiani. Nel corso della guerra Diomede, mentre si stava scontrando con Ettore, vide Ares che combatteva nello schieramento troiano e ordinò così ai suoi uomini di ripiegare lentamente. Il dio guidò personalmente la mortale lama di Ettore contro numerosi guerrieri achei, uccidendo Teutrante, Oreste, Treco, Eleno, Enomao e Oresbio, mentre da solo massacrò il forte Perifante. Era, la madre di Ares, si accorse di quest'inopportuna intromissione e chiese a Zeus il permesso di allontanare il figlio dal campo di battaglia. La dea esortò Diomede ad attaccare Ares, così l'eroe gli scagliò contro una lancia e il suo urlo di battaglia spaventò tanto i Troiani quanto gli Achei. Atena fece in modo che la lancia colpisse Ares, che urlando di dolore fuggì sull'Olimpo costringendo i Troiani a ritirarsi. Durante il contrattacco alle navi decise di scendere sulla terra per vendicare il proprio figlio affermando di non curarsi di ritorsioni da parte di Zeus, ma venne fermato da Atena che lo convinse a restare dicendo che anche le altre divinità sarebbero state punite. Successivamente, quando Zeus permise agli dèi di partecipare nuovamente alla guerra, Ares tentò di scontrarsi con Atena per vendicarsi della ferita precedentemente subita, ma fu nuovamente battuto e ferito quando la dea lo colpì scagliandogli contro un grosso masso, a dimostrazione che l'astuzia e il fine intelletto vincono contro la forza bruta.

## Amanti e figli di Ares

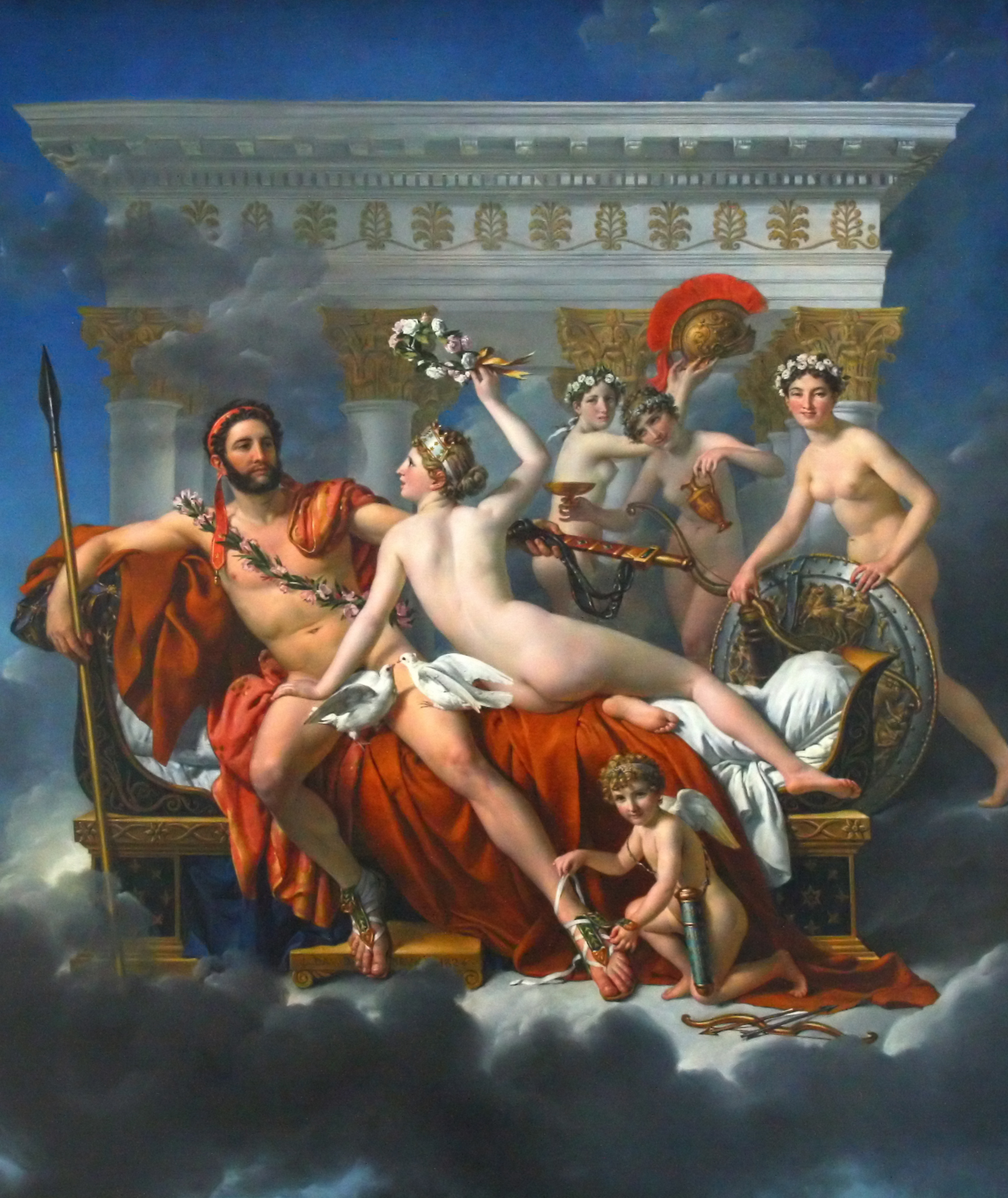
Marte spogliato da Venere e dalle Grazie, opera di Jacques-Louis David, 1824, Bruxelles, Musée des Beaux-Arts

1. Afrodite - Dea della bellezza, figlia di Zeus e Dione, o, secondo altri miti, nata dalla schiuma del mare fecondata dal membro evirato di Urano.
  1. Eros (secondo molte leggende)
  2. Imero (gemello di Eros e uno degli Eroti)
  3. Anteros (personificazione dell'amore non corrisposto)
  4. Deimos, dio del terrore
  5. Fobos, dio della paura
  6. Armonia, dea dell'amore romantico, dell'armonia e della concordia
  7. Adrestia (secondo alcuni miti è la dea della vendetta, compagna di battaglie del dio della guerra)
  8. Pothos (come il fratello Himeros rappresenta il desiderio d'amore sessuale)
  9. Priapo (secondo una leggenda)
  10. Athys (trovato vicino alle rive di un fiume quando era in fasce)
2. Agraulo - Regina di Atene, amata da Ares e da Ermes
  1. Alcippe - Fanciulla violentata da Alirrozio, figlio di Poseidone
3. Altea - Moglie di Oineo, re di Calidone
  1. Meleagro - Eroe della caccia di Calidone
4. Arpina (o Sterope, secondo alcune leggende) - Ninfa, figlia del fiume Asopo
  1. Enomao - Re di Pisa, ucciso da Pelope (pare)
5. Astinome - Sacerdotessa troiana
  1. Calidone - Eponimo della regione di Calidone
6. Astioche - Figlia di Attore
  1. Ascalafo - Sovrano di Orcomeno, ucciso da Deifobo
  2. Ialmeno - Fondatore di una colonia sul Ponto Eusino
7. Atalanta - Eroina cacciatrice
  1. Partenopeo - Uno dei Sette contro Tebe
8. Bistonis - Ninfa della Tracia
  1. Tereo - Re di Tracia
9. Calliope - Musa
  1. Eagro - Dio fluviale (secondo una leggenda)
10. Critobule - Personaggio sconosciuto
  1. Pangeo - Eroe tracio
11. Demonice - Principessa etolica
  1. Eveno - Re d'Etolia
  2. Testio - Re di Pleurone
  3. Molo
  4. Pilo
12. Dotide (o Crise) - Figlia di Almo
  1. Flegias - Eroe eponimo dei Flegei
13. Eos - Dea dell'Aurora
14. Filonome - Ninfa
  1. Licasto - Sovrano di Arcadia
  2. Parrasio - Gemello di Licasto
15. Ossa - Ninfa di una montagna
  1. Sitone (secondo alcune leggende)
16. Otrera - Regina e capostipite delle Amazzoni
  1. Ippolita - Uccisa dall'eroe Eracle
  2. Antiope - Rapita da Teseo e madre di Ippolito
  3. Melanippe - Uccisa da Telamone durante le fatiche di Eracle
  4. Lisippe (secondo alcune leggende)
  5. Pentesilea - Uccisa in duello da Achille
17. Pelopia - Figlia del re Pelia
  1. Cicno - Crudele brigante
18. Perimele - Principessa di Orcomeno
  1. Issione (secondo una leggenda)
19. Cirene o Pirene - Ninfa (a volte identificata con la Cirene figlia del re dei Lapiti)
  1. Diomede - Re di Tracia, ucciso da Eracle (secondo alcune leggende)
  2. Licaone - Re macedone, ucciso da Eracle
20. Protogenia - Figlia del re Calidone
  1. Ossilo
21. Teogone - Fanciulla di Licia
  1. Tmolo - Re di Lidia
22. Triteia - Sacerdotessa di Atena
  1. Melanippo - Fondatore di Triteia
23. Rea Silvia - Vestale, discendente del semidio Enea, figlio della dea dell'amore e della bellezza Afrodite / Venere
  1. Romolo e Remo - Fondatori di Roma
24. Da madre sconosciuta
  1. Lico - Re di Libia
25. Da madre sconosciuta
  1. Solimo (secondo una leggenda)
26. Da madre sconosciuta
  1. Strimone - Re di Tracia, poi dio fluviale
27. Da madre sconosciuta
  1. Tereo - Re di Tracia
  2. Driante - Fratello del precedente
28. Da madre sconosciuta
  1. Trace - Capostipite tracio
29. Da madre sconosciuta
  1. Patacao (secondo una leggenda)
  2. Eurizione - Centauro
30. Calliroe
  1. Bistone

## Nella cultura di massa

### Fumetti
- Ares è un personaggio DC Comics e il principale nemico di Wonder Woman.
- Ares è un personaggio Marvel Comics, in cui è un nemico di Ercole e vuole conquistare l'Olimpo.
- Nella serie animata I Cavalieri dello Zodiaco, Saga dei Gemelli si spaccia per un personaggio di nome Ares, mentre la versione fumettistica non contiene alcun accenno ad esso; tuttavia, nel prequel  Episodio G, Saga annuncia a Death Mask del Cancro che, essendo Atena dea patrona della Guerra Sacra, egli diventerà invece simile ad Ares, dio della guerra violenta e sanguinaria. Nello spin-off Saintia Sho, il corpo del defunto Saga viene riportato sulla Terra da sua sorella Eris, la dea della Discordia che vuole incarnare lo spirito Ares in Saga.
- Nel manga Record of Ragnarok, Ares è un personaggio ricorrente che commenta le battaglie insieme a Hermes e Zeus.

### Film
- Ares è il principale antagonista del film Wonder Woman (2017). In questa versione ha ucciso tutti gli dei dell'Olimpo ed ha reso malvagi gli uomini. È poi fuggito sulla Terra, dove è vissuto sotto le false vesti di Sir Patrick Morgan.
- Ares è uno degli antagonisti del film La furia dei titani.
- Ares è uno degli Dei del film Immortals, interpretato da Daniel Sharman.

### Serie TV
- Ares è più volte antagonista di Hercules nella serie tv Hercules: The Legendary Journeys.

### Videogiochi
- Ares è l'antagonista principale del videogioco God of War.
- Ares è un nome costante nel videogioco Assassin's Creed: Odyssey. A lui vengono dedicati speciali item quali attrezzature, armi bianche o da distanza, abilità ed un culto a sé stante.

### Letteratura
- Ares è uno degli antagonisti del romanzo Percy Jackson e gli dei dell'Olimpo - Il ladro di fulmini. Nei successivi libri della saga assume un ruolo più positivo.
- Ares è l'antagonista principale della saga letteraria Ragazze dell'Olimpo.